# 오비디우 호반
오비디우 호반(루마니아어: Ovidiu Hoban, 1982년 12월 27일 ~ )은 수비형 미드필더로 활약했던 루마니아의 전 축구 선수이다.

## 수상

### 클럽
페트롤룰 플로이에슈티
- 쿠파 루메이니: 2012–13

하포엘 베르셰바
- 리갓 하알: 2015–16
- 이스라엘 컵: 2014–15 (준우승)